# Barnafülű arasszári
A barnafülű arasszári (Pteroglossus castanotis) a madarak (Aves) osztályának harkályalakúak (Piciformes) rendjébe, ezen belül a tukánfélék (Ramphastidae) családjába tartozó faj.

## Előfordulása
Argentína, Brazília, Bolívia, Ecuador, Kolumbia, Paraguay és Peru területén honos. Erdők és erdőszélek lakója.

## Alfajai
- Pteroglossus castanotis australis Cassin, 1867
- Pteroglossus castanotis castanotis Gould, 1834

## Megjelenése
Testhossza 37 centiméter. Csupasz kékszínű szemgyűrűje és nem feltűnő, gesztenyebarna füle van.
|  |

## Életmódja
Csapatban keresgéli gyümölcsökből, rovarokból és a kisebb állatokból álló táplálékát.

## Szaporodása
Természetes, vagy más madarak által elhagyott faodúban fészkel.